# آل خرابه سی
آل خرابه سی مربوط به دوره ایلخانی - دوره صفوی است و در شهرستان ابهر، بخش سلطانیه، دهستان  سلطانیه، ۳۵۰۰ متری شمال شرقی روستای کاکا آباد  واقع شده و این اثر در تاریخ ۱۸ شهریور ۱۳۸۷ با شمارهٔ ثبت ۲۳۲۵۰ به‌عنوان یکی از آثار ملی ایران به ثبت رسیده است.